# Papilio grosesmithi
Papilio grosesmithi ist ein Schmetterling aus der Familie der Ritterfalter (Papilionidae), der ausschließlich auf Madagaskar zu finden ist.

## Merkmale
Die Falter erreichen eine Flügelspannweite von 90 bis 100 Millimetern. Die Vorderflügel sind schwarz und sind in der Basalregion stark mit gelben Schuppen bestäubt. In der Submarginalregion befindet sich vom Apex bis zum Innenrand, eine Reihe gelber Flecken, deren Flecken Richtung Innenrand stetig größer werden. Daneben befindet sich nach dem oberen Drittel des Flügels, vom Außenrand gesehen, eine weitere Reihe, wesentlich größerer, gelber und ellipsenförmiger Flecken durch die Postdiskalregion zur Diskalregion und schließlich zum Innenrand. Auf dem Rest des Flügels sind wenige, gelbe und unterschiedlich große Flecken verteilt. Die Hinterflügel sind ebenfalls schwarz. Der stark gezahnte Außenrand hat einen Schwanzfortsatz. Zwischen Submarginalregion und Postdiskalregion befinden sich mehrere mittelgroße, gelbe Mondflecken. Die gelben, großen, ellipsenförmigen Flecken von den Vorderflügel verschmelzen auf dem Hinterflügel zu einer Binde, welche Richtung Innenrand zunehmend dünner wird und am Vorderrand ein braunes Auge mit wenig blauer Farbe einschließt. Ein weiteres Auge befindet sich im Analwinkel. Dieses ist schwarz, rot und blau. Die Basalregion sowie der Bereich zwischen Mondflecken und Binde ist stark mit gelben Schuppen bestäubt.
Die Unterseite der Vorderflügel hat starke Ähnlichkeit mit der Oberseite. Alle Flecken sind wesentlich stärker ausgeprägt. Die Unterseite der Hinterflügel ähnelt auch stark der Oberseite, allerdings sind alle Merkmale verstärkt anzutreffen. Die Unterseite ist nun nicht mehr bestäubt und die Region um den Körper wird von einem gelben Bereich geprägt, durch den, wie auch durch den Rest des Flügels, schwarze Adern bohren. Zwischen Binde und Mondflecken befinden sich zahlreiche Flecken, die gelb, blau und schwarz sind.
Es gibt im Flügelmuster keine Geschlechtsunterschiede, beide haben die gleichen Flügelzeichnungen und denselben Körper, welcher schwarz ist, auf dem sich gelbe Streifen befinden.

### Ähnliche Arten
- Papilio demodocus
- Papilio demoleus
- Papilio erithonioides

## Vorkommen und Verbreitung
Papilio grosesmithi ist endemisch im westlichen Madagaskar und kommt dort in Laubwäldern vor.

## Gefährdung
Papilio grosesmithi gilt auf der Roten Liste gefährdeter Arten als bedroht. (Stand: 2008)

### Weblink
- Papilio grosesmithi in der Roten Liste gefährdeter Arten der IUCN 2013.2. Eingestellt von: Gimenez Dixon, M., 1996. Abgerufen am 25. Februar  2014.